# 파란타카 2세
파란타카 2세(타밀어: பராந்தக ௨, 926년 ~ 973년)는 촐라 제국의 제6대 황제이다. 그는 또한 순다라 촐라라고도 알려져 있는데, 그는 남성미의 전형으로 여겨지기 때문이다. 그는 아린자야 촐라와 바이둠바 가문의 공주 칼야니 왕비의 아들이었다. 비록 그의 사촌 마두란타카 웃타마 촐라가 간다라디티야 촐라(아린자야 촐라의 형)의 아들로 살아 있었고 그는 촐라 황좌를 더 이상 주장하지는 않았지만 동등했다. 그의 통치 기간 동안, 파란타카 순다라 촐라는 판디아와 스리랑카를 물리쳤고 그리고 나서 라슈트라쿠타로부터 톤다이만달람을 탈환했다.
파란타카 2세가 황제가 되었을 때 촐라국은 소국으로 전락했다. 남쪽의 판디아는 촐라군을 물리치고 조상들의 땅을 차지했으며, 부를 회복했다.
파란타카 2세의 통치 기간 동안 한 세대 후 촐라 제국의 성공을 위한 기반이 마련되었다. 북쪽의 몇몇 영토가 회복되었다. 판디아의 통치자 비라 판디야는 패배했고 마두라이는 함락되었다. 스리랑카를 지배하기 위한 원정이 이루어졌지만 성공적인 결과를 거두지는 못했다. 파란타카 2세는 라슈트라쿠타와 전쟁을 벌여 톤다이만달람을 되찾는데 성공했다.